# Kamiyama
Pour les articles homonymes, voir Kamiyama (homonymie).
Kamiyama (神山町, Kamiyama-chō) est un bourg situé dans le district de Myōzai (préfecture de Tokushima), au Japon.

## Culture locale et patrimoine
Kamiyama abrite le Shōzan-ji, 12e étape du pèlerinage de Shikoku.